# فلایت‌لینک
فلایت‌لینک (به انگلیسی: Flightlink) یک شرکت هواپیمایی است که در تاریخ ۲۰۰۴ میلادی تأسیس شده است. دفتر مرکزی فلایت‌لینک در دارالسلام، تانزانیا واقع شده‌است و قطب این شرکت هواپیمایی در فرودگاه بین‌المللی ژولیوس نیرر قرار دارد و به ۹ مقصد، پرواز مستقیم انجام می‌دهد.